# Stora Sådik
Stora Sådik är en ö nära Själö i Nagu,  Finland. Den ligger i Skärgårdshavet i Pargas stad i den ekonomiska regionen  Åboland i landskapet Egentliga Finland, i den sydvästra delen av landet. Ön ligger omkring 4 kilometer väster om Själö, 5 kilometer norr om Nagu kyrka, 33 kilometer sydväst om Åbo och omkring 170 kilometer väster om Helsingfors. Närmaste allmänna förbindelse är förbindelsebryggan vid Själö som trafikeras av M/S Falkö och M/S Östern.
Öns area är 25,5 hektar och dess största längd är 0,9 kilometer i sydväst-nordöstlig riktning.